# Janez Drnovšek
Janez Drnovšek (ur. 17 maja 1950 w Celje, zm. 23 lutego 2008 w Zaplanie) – słoweński polityk i ekonomista, jugosłowiański działacz komunistyczny, w latach 1989–1990 przewodniczący Prezydium Jugosławii, w latach 1992–2002 premier Słowenii, prezydent Słowenii od 22 grudnia 2002 do 22 grudnia 2007.

## Życiorys
W 1973 ukończył studia ekonomiczne na Uniwersytecie Lublańskim. Kształcił się również w Norwegii, USA i Hiszpanii. Doktoryzował się w 1986 na Uniwersytecie Mariborskim. Pracował jako menedżer w przedsiębiorstwie budowlanym i dyrektor oddziału banku Ljubljanska banka w Trbovljach. Przez rok był radcą ds. gospodarczych w ambasadzie Jugosławii w Kairze.
Działacz Związku Komunistów Słowenii (ZKS), wchodzącego w skład Związku Komunistów Jugosławii (SKJ). W 1986 wybrany do parlamentu Socjalistycznej Republiki Słowenii, delegowano go do Rady Republik i Okręgów Autonomicznych, jednej z izb federalnego parlamentu jugosłowiańskiego. W 1989 słoweńscy komuniści zorganizowali prawybory celem wyłonienia swojego kandydata do Prezydium Jugosławii i zastąpienia Stane Dolanca. Janez Drnovšek zwyciężył w nich, pokonując partyjnego faworyta. 15 maja 1989 został przewodniczącym Prezydium Jugosławii (kolegialnej głowy państwa), pełnił te obowiązki przez rok. Od września 1989 do maja 1990 jako sekretarz generalny kierował Ruchem Państw Niezaangażowanych. Gdy w czerwcu 1991 Słowenia ogłosiła niepodległość, został usunięty z Prezydium Jugosławii. Brał aktywny udział w negocjacjach, które doprowadziły do zakończenia wojny dziesięciodniowej.
W 1991 dołączył do Liberalnej Demokracji Słowenii, powstałej z przekształcenia komunistycznej młodzieżówki ZSMS. W 1992 został wybrany na przewodniczącego tego ugrupowania, kierował nią nieprzerwanie do 2002. 14 maja 1992 został powołany na premiera Słowenii, zastępując Lojzego Peterle. Kierowana przez niego LDS wygrywała kolejne wybory parlamentarne w 1992, 1996 i 2000, zdobywając coraz większą liczbę głosów (odpowiednio 23,5%, 27,0% i 36,3%) i mandatów poselskich (odpowiednio 22, 25 i 36 mandatów), a Janez Drnovšek uzyskiwał mandat posła do Zgromadzenia Państwowego kolejnych kadencji. Po wyborach w 1992 i 1996 ponownie stawał na czele koalicyjnych słoweńskich rządów. Prowadził politykę proeuropejską, opowiadając się za akcesem Słowenii do NATO i UE.
Wiosną 2000 Słoweńska Partia Ludowa opuściła koalicję rządową, a jego rząd nie uzyskał wotum zaufania. 3 maja 2000 na stanowisku premiera zastąpił go Andrej Bajuk z Nowej Słowenii. 17 listopada 2000, po kolejnych wyborach parlamentarnych, ponownie stanął na czele rządu, sprawując urząd premiera do 11 grudnia 2002.
W 2002 wystartował w wyborach prezydenckich. W pierwszej turze uzyskał 44,4% głosów, w drugiej dostał 56,6% głosów, pokonując niezależną Barbarę Brezigar. Ślubowanie złożył 22 grudnia 2002.
W styczniu 2006, w trakcie pełnienia funkcji prezydenta, wystąpił z LDS. Podczas kadencji publikował książki na temat filozofii duchowości. Od 1999 zmagał się z chorobą nowotworową, usunięto mu wówczas lewą nerkę. W 2005 zdiagnozowano nieoperacyjne guzy w płucach i wątrobie. Janez Drnovšek zaczął stosować metody medycyny alternatywnej, został weganinem, zajął się buddyzmem i taoizmem, a także przeprowadził się z Lublany do niewielkiej miejscowości Zaplana. Pięcioletnią kadencję zakończył 22 grudnia 2007. Nie ubiegał się o prezydencką reelekcję. Zmarł dwa miesiące później.

## Odznaczenia
Został odznaczony Złotym Orderem Wolności Republiki Słowenii (1992).